# ワンヴィ

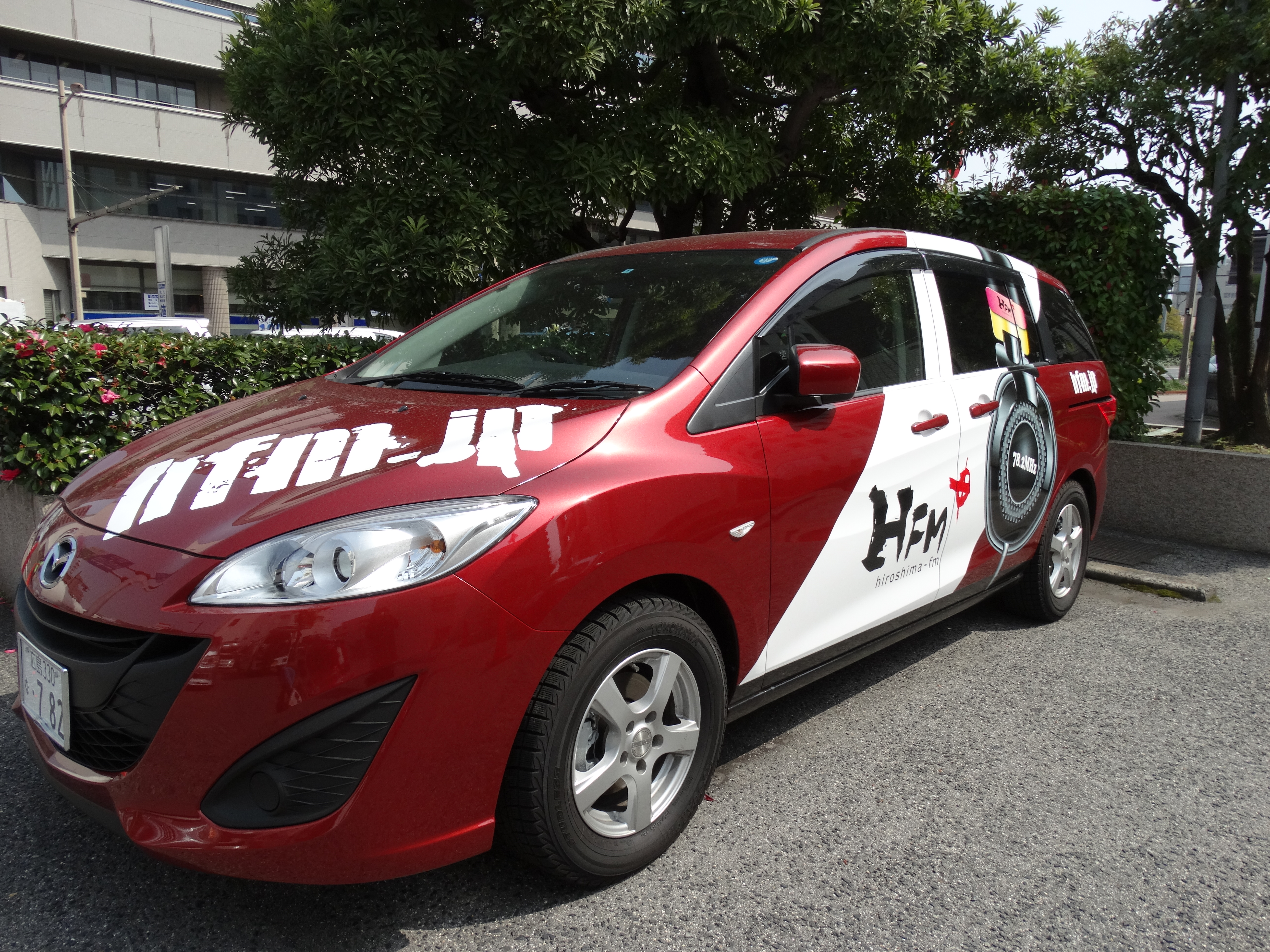

ワンヴィは、広島エフエム放送（HFM、広島FM）が所有するラジオカーである。ラジオ番組内の生中継レポートやイベント等で使用される。

## 概要
2002年4月に導入。
名称は、駆け巡ることや驚き（Wander）、素晴らしい（Wonderful）と、車を意味するVehicleを合わせた「ワンダーヴィークル」から命名された。さらに”ワンヴィ”には「一つしかない（one）」「勝ち取った（won）」車という意味も含まれる。
主に生中継レポートの際に用いられ、レポーターがスタッフと共にこの車で中継先となる店舗等に赴き、レポートを行う。中継用無線機は搭載していないため、生中継は携帯電話回線を用いている。またスタッフ移動用にも使われるため、広島FMが運営するイベント会場などでも見かけられる。赤を基調としたデザインのラッピングが施されている。
ナンバーは広島FMの周波数（広島局）から「782」が付けられている。
2023年2月に終了。

## 使用車種
初代（2002年～2007年）　　マツダ　MPV
2代目（2007年～2014年）　　マツダ　プレマシー
3代目（2014年～2023年）　マツダ　プレマシー